# René Crevel
René Crevel (Paris, 10 de agosto de 1900 – Paris, 18 de junho de 1935) foi um poeta, romancista e ensaísta francês, integrante, a partir de 1922, do principal grupo surrealista, baseado em Paris. Considerado um "surrealista legítimo" por ter expressado o surrealismo em seu próprio suicídio.

## Biografia
Nasceu em Paris, no berço de uma família burguesa. Estudou no Lycée Janson de Sailly e língua inglesa na Universidade de Paris. Participou da criação do movimento surrealista em 1921, junto a André Breton, mas foi  excluído do grupo em 1925, época em que escreveu Mon corps et moi e conheceu o escritor alemão Klaus Mann. Em 1926 Crevel foi diagnosticado com tuberculose. No ano de 1929, o exílio de León Trotsky animou-o a engajar-se ao movimento surrealista. Nesta época o escritor abandona a escrita de romances para voltar seus esforços a ensaios de teor político.
Crevel se suicida ao saber da gravidade de sua doença.

## Obras
- 1924: Détours, Paris, Gallimard, Nouvelle Revue Française.
- 1925: Mon corps et moi, Paris, Éditions du Sagittaire.
- 1926: La Mort difficile, Paris, Éditions du Sagittaire/Simon Kra[2]
- 1927: Babylone, Paris, Éditions du Sagittaire/Simon Kra.
- 1928: L'Esprit contre la raison, Marseille, Les Cahiers du Sud.
- 1929: Êtes-vous fous ?, Paris, Gallimard.
- 1930: Renée Sintenis, coll. « Les Sculpteurs nouveaux », Paris, Gallimard, NRF.
- 1930: Paul Klee, coll. « Les Peintres nouveaux », Paris, Gallimard, NRF.
- 1931: Dalí ou l'anti-obscurantisme, Paris, Éditions surréalistes.
- 1932: Le Clavecin de Diderot, Paris, Éditions surréalistes. Pauvert, 1960. Rééd. aux éditions Prairial, 2015. Wikisource.
- 1933: Les Pieds dans le plat, Paris, Éditions du Sagittaire. Wikisource.
- 1934 : Le Roman cassé et derniers écrits, 1934-1935. Roman cassé, rééd. La République des Lettres, 2014.
- 2013: Les Inédits. Lettres, textes, édition établie, préfacée et annotée par Alexandre Mare, Paris, Le Seuil
- 2013: Lettre pour Arabelle et autres textes, avec en addenda vif de Franck Guyon et A propos du suicide de René Crevel de David Gascoyne, éditions Marguerite Waknine
- 2014: Œuvres complètes, édition établie, préfacée et annotée par Maxime Morel, Editions du Sandre, 2 tomes
- 2016: La sagesse n'est pas difficile, correspondances inédites, édition établie par Alexandre Mare, Éditions de la Nerthe.
- 2019: A morte difícil: Seguido de o espírito contra a razão, Se a morte fosse apenas uma palavra, além da resposta do autor à enquete sobre o suicídio publicada na revista La Révolution Surréaliste, (Tradução de Alexandre Barbosa de Souza e Bruno Costa, Posfácio de Marcus Rogério Salgado, Nota biográfica José Miguel Pérez Corrales), São Paulo, Edições 100/cabeças.